# 1797 na ciência

## Eventos
- Observação ou predição do elemento químico Cromo[1][2]
- Joseph Proust propõe a Lei das proporções definidas, que declara que elementos sempre se combinam em uma pequena quantidade de razões inteiras para formar compostos.[3]

## Nascimentos
| Data           | Nome                         | Profissão               | Nacionalidade                  | Observações                                                          | Ref               |
| -------------- | ---------------------------- | ----------------------- | ------------------------------ | -------------------------------------------------------------------- | ----------------- |
| 10 de março    | George Julius Poulett Scrope | geólogo e economista    | Reino da Grã-Bretanha          | m. 1876 Medalha Wollaston 1867                                       | [ 4 ]             |
| 30 de maio     | Carl Friedrich Naumann       | geólogo e mineralogista | Sacro Império Romano-Germânico | m. 1873 Medalha Wollaston 1868                                       | [ 4 ]             |
| 14 de novembro | Charles Lyell                | advogado e geólogo      | Reino da Grã-Bretanha          | m. 1875 Medalha Real 1834 Medalha Copley 1858 Medalha Wollaston 1866 | [ 5 ] [ 6 ] [ 4 ] |

## Mortes
| Data       | Nome         | Profissão | Nacionalidade    | Observações | Ref |
| ---------- | ------------ | --------- | ---------------- | ----------- | --- |
| 9 de julho | Edmund Burke | filósofo  | Reino da Irlanda | n. 1729     |     |